# DSZ–39
A DSZ–39 (oroszul: Дегтярёва Станковый образца 1939 года) egy, a szovjet Vaszilij Alekszejevics Gyegtyarjov fegyvertervező által tervezett géppuska volt, melyet először a második világháborúban vetettek be harci körülmények között. Mivel a fegyver a harctéren nem vált be, rövidesen helyettesítették az SZG–43 géppuskával, de kis számban használták még az '50-es évekig.

## Története
A DSZ–39 géppuskát a '30-as évekre már elavultnak számító M1910 Makszim géppuska felváltására tervezte Vaszilij Alekszejevics Gyegtyarjov fegyvertervező, a szovjet hadvezetés megbízásából. A cél egy multifunkcionális géppuska létrehozása volt. Gyegtyarjov az új fegyver szerkezetét a korábban szintén általa tervezett DP golyószóróhoz hasonlóan igyekezett kialakítani, a géppuska működtetését gázelvezetéses rendszerrel téve lehetővé, emellett alkalmazta az ő fegyvereire jellemző kibillenő retesztestes zárolást. A fegyver lőszerellátását egy 250 töltényes hevedertár biztosította, a fegyvertestet pedig egy védőpajzzsal ellátott háromlábú állványra helyezték.
A fegyver tervezése a '30-as évek elején vette kezdetét, 1939-re készültek el az első példányok. Az előzetes teszteken a DSZ–39 a hadvezetés elvárásainak megfelelően teljesített, így megkezdték sorozatgyártását, 1941 júniusáig megközelítőleg 10 000 darabot gyártva belőle. A Barbarossa hadművelet megindulása után azonban hamar fény derült a fegyver hiányosságaira, melyek közül a legkellemetlenebb a géppuska gyakori elakadása volt, egyes szerkezeti problémákból fakadóan. Ez végül 1941 őszén a sorozatgyártás teljes leállításához vezetett, majd a DSZ–39-eseket ideiglenesen ismét a Makszim géppuskákkal helyettesítették. 1943-tól kezdődően mindkét fegyver helyett a Pjotr Makszimovics Gorjunov által tervezett SZG–43 géppuskát állították hadrendbe, mely egészen 1968-ig a Szovjet Hadsereg szolgálati géppuskája maradt.

## Használók
- Szovjetunió
- Finnország - a második világháború idején a finn hadsereg zsákmányolt mintegy 200 DSZ–39-est, melyet bevetettek a szovjetek elleni harcok során, de a hamarosan jelentkező problémák miatt már 1942-ben teljesen kivonták a frontszolgálatból.[1]